# Сиднев, Виталий Менделевич
Виталий Менделевич Фейдман (Сиднев) (10 сентября, 1948, Кишинёв, Молдавская ССР — 13 января, 1993, Одесса, Украина) — советский футболист, украинский тренер. Мастер спорта СССР (1974). Бронзовый призёр чемпионата СССР (1974).

## Биография
Виталий Фейдман родился 10 сентября 1948 года в Кишинёве, где и начинал играть в футбол. Окончил Одесский педагогический институт.
Он был среди тех футболистов, которые составляли костяк «Черноморца» во время его пребывания в первой лиге в начале 1970-х годов. Фейдман появился в «Черноморце» в год вылета из высшей лиги — в 1970-м, перебравшись транзитом через одесских армейцев из кишинёвского «Авынтула». Дебютировал в основном составе «моряков» 27 марта 1970 года в матче с ворошиловградской «Зарёй».
Самые удачные сезоны в своей карьере Фейдман провел уже в высшей лиге. В чемпионате 1974 года «Черноморец» выиграл бронзовые медали, а сам Фейдман вошёл в число 33-х лучших футболистов Украины (№2 среди центральных полузащитников). В том же году он забил последний гол за моряков — 21 апреля в ворота «Днепра» и вскоре переквалифицировался в защитника. Вновь нападающим стал в никопольском «Колосе», куда попал в 1980-м, транзитом через все тех же одесских армейцев.
В начале 80-х Фейдман немного поиграл за любительские коллективы — «Дзержинец» (Овидиополь), которому помог выиграть чемпионат Одесской области, и «Суворовец» (Измаил), а потом работал тренером в СДЮШОР «Черноморец».
В 80-е годы из-за «еврейского вопроса» Фейдман взял фамилию Сиднев, под которой начал тренерскую карьеру. В 1989 году вошёл в тренерский штаб «Черноморца», а с 1992-го возглавлял резервный состав команды.
Скончался 13 января 1993 года.
В 2001 году он был включён в число лучших футболистов Одессы XX века.

## Семья
- Отец — Мендель Гершевич Фейдман (1921—1993).
- Брат — Вячеслав Менделевич Фейдман (1946—1990).

## Достижения
- Бронзовый призёр чемпионата СССР (1974).
- В списках лучших футболистов УССР[укр.]: 1974